# Katsuragi (Wakayama)
Pour les articles homonymes, voir Katsuragi (homonymie).
Ne pas confondre avec la ville de Katsuragi dans la préfecture de Nara.
Katsuragi (かつらぎ町, Katsuragi-chō) est un bourg du district d'Ito, dans la préfecture de Wakayama, sur l'île de Honshū, au Japon.

## Géographie

### Démographie
Au 1er décembre 2014, la population de Katsuragi s'élevait à 17 222 habitants répartis sur une superficie de 151,73 km2.